# Sint Anthonis
Sint Anthonis (phát âmⓘ) là một đô thị và thị xã ở phía nam Hà Lan.

## Các trung tâm dân cư
Landhorst, Ledeacker, Oploo, Rijkevoort, De Walsert, Sint Anthonis, Stevensbeek, Wanroij và Westerbeek.